# Шихали
Шихали — деревня в Кирово-Чепецком районе Кировской области в составе Фатеевского сельского поселения.

## География
Расположена на расстоянии примерно 18 км на юг-юго-восток по прямой от районного центра города Кирово-Чепецк.

## История
Известна с 1873 года как займище Марка Вострикова (Раиха и Шихали), где дворов 17 и жителей 192, в 1905 (уже деревня Шихали) 17 и 92, в 1926 22 и 111, в 1950 16 и 36, в 1989 оставалось 3 жителя .

## Население
Постоянное население составляло 0 человек в 2002 году, 4 в 2010.